# شهرستان نویمبریان
شهرستان نویمبریان (ارمنی: Նոյեմբերյանի շրջան) یکی از سی و هفت شهرستان در تقسیم‌بندی جمهوری شوروی سوسیالیستی ارمنستان بود. مرکز این شهرستان نویمبریان بود. طبق سرشماری سال ۱۹۸۷ میلادی جمعیت آن بالغ بر ۲۹٬۷۰۰ تن و مساحت آن ۵۳۸ کیلومتر مربع بود. 

## مناطق مسکونی
- آرچیس، ارمنستان
- باگراتاشن
- بارکاماوان
- باغانیس
- برداوان
- دبتاوان
- دغدزاوان
- دووغ
- hy:Լալվար
- لچکادزور
- کوغب، ارمنستان
- هاغتاناک، تاووش
- hy:Հոկտեմբեր
- کوتی، ارمنستان
- ووسکپار
- ووسکوان
- پتغاوان
- جوجوان

## نگارخانه

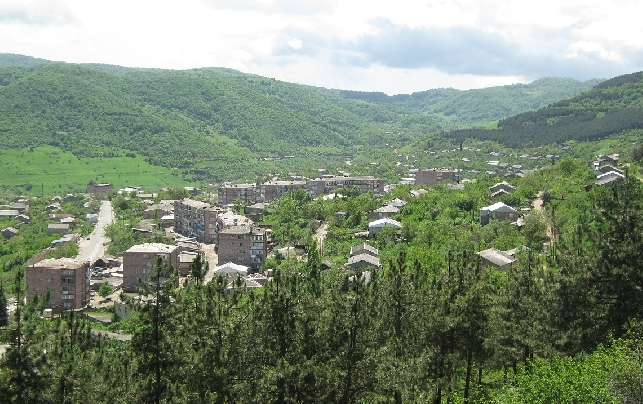
نویمبریان
hy:Սուրբ Աստվածածին եկեղեցի (Ոսկեպար)
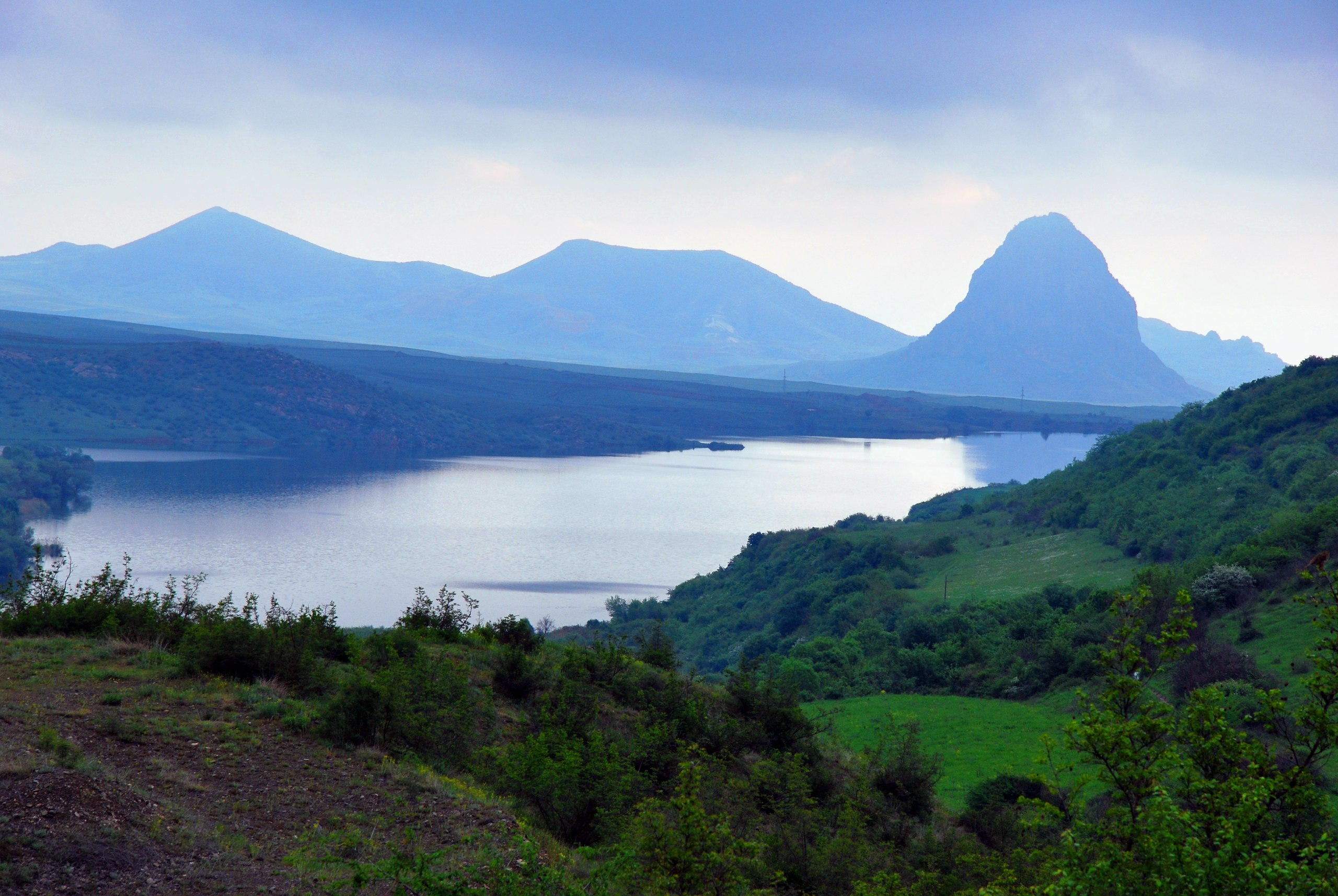
Կողբ գետ